# Estação Le Blosne
Le Blosne é uma estação da linha única do Metro de Rennes.